# Costatrichia cressae
Costatrichia cressae är en nattsländeart som beskrevs av Ralph W. Holzenthal och Harris 1999. Costatrichia cressae ingår i släktet Costatrichia och familjen smånattsländor. Inga underarter finns listade i Catalogue of Life.